# Швец, Василий Александрович
Василий Александрович Швец (род. 6 июня 1986, Кокшетау, КазССР, СССР) — российский государственный деятель, глава муниципального образования город-курорт Анапа с 2020 года.

## Биография
Василий Александрович Швец родился в Казахстане, в городе Кокшетау. В 1994 году в возрасте 8 лет вместе с семьей перебрался в Россию в город Крымск Краснодарского края.
В 2008 году окончил Кубанский государственный университет по экономической специальности. Далее, продолжил учёбу и окончил юридический факультет этого же университета в 2011 году.

## Карьера
С 2008 года занимался вопросами управления госсобственностью края в администрации Краснодарского края.
2014—2015 — работа в Управлении делами президента Российской Федерации в качестве генерального директора Федерального государственного автономного учреждения «Оздоровительный комплекс „Рублево-Успенский“».
В 2015 год Василий Швец становится советником губернатора Краснодарского края по вопросам инвестиционного развития, и уже спустя пару месяцев занял должность руководителя департамента инвестиций и развития предпринимательства в Краснодарском крае.
В сентябре 2017 года — назначен на должность вице-губернатора Кубани.
1 октября 2020 года утвержден на пост главы муниципального образования города-курорта Анапы.
24 июня по собственному желанию подал в отставку в связи перехода на новую должность.

## Семейное положение
Женат, воспитывает дочь.

## Награды
- Медаль Медаль «За выдающийся вклад в развитие Кубани» II степени;
- Благодарность Министра внутренних дел России «За оказание содействия в выполнении задач и осуществлении полномочий, возложенных на МВД России» (2021);[5].
- Малая серебряная медаль Русского географического общества. (21 января 2022)[6]